# Československá hokejová liga 1952/1953
10. ročník československé hokejové ligy 1952/53 se hrál pod názvem Mistrovství republiky.

## Herní systém
21 účastníků hrálo ve třech skupinách po 7, ve skupinách se hrálo dvoukolově systémem každý s každým. První dvě mužstva z každé skupiny postoupila do finále, kde se hrálo jednokolově systémem každý s každým. Mužstva na 3. a 4. místě ve skupinách postoupila do skupiny o 7. - 12. místo, kde se hrálo jednokolově systémem každý s každým. Z důvodu snížení počtu účastníků sestoupilo 5 mužstev s nejhorší bilancí na 6. a 7. místech ve skupinách.

## Pořadí

### Skupina A
| Poř. | Tým                       | Zápasy | Výhry | Remízy | Porážky | Skóre  | Body |
| ---- | ------------------------- | ------ | ----- | ------ | ------- | ------ | ---- |
| 1.   | TJ Spartak Praha Sokolovo | 12     | 11    | 0      | 1       | 89:27  | 22   |
| 2.   | TJ Baník Chomutov ZJF     | 12     | 10    | 0      | 2       | 100:38 | 20   |
| 3.   | ATK Praha                 | 12     | 7     | 1      | 4       | 78:39  | 15   |
| 4.   | TJ Dynamo Karlovy Vary    | 12     | 5     | 1      | 6       | 68:61  | 11   |
| 5.   | ZSJ Leninovy závody       | 12     | 4     | 1      | 7       | 46:70  | 9    |
| 6.   | ZSJ TOS Holoubkov         | 12     | 3     | 0      | 9       | 61:86  | 6    |
| 7.   | ZSJ SONP Kladno           | 12     | 0     | 1      | 11      | 11:132 | 1    |

### Skupina B
| Poř. | Tým                         | Zápasy | Výhry | Remízy | Porážky | Skóre | Body |
| ---- | --------------------------- | ------ | ----- | ------ | ------- | ----- | ---- |
| 1.   | DSO Slavoj České Budějovice | 12     | 10    | 0      | 2       | 83:41 | 20   |
| 2.   | TJ Spartak Královo Pole     | 12     | 8     | 1      | 3       | 85:55 | 17   |
| 3.   | ZJS Zbrojovka Spartak Brno  | 12     | 7     | 0      | 5       | 72:45 | 14   |
| 4.   | ZSJ Slavia Pardubice        | 12     | 5     | 3      | 4       | 47:52 | 13   |
| 5.   | ZSJ Tatra Smíchov           | 12     | 5     | 1      | 6       | 51:69 | 11   |
| 6.   | ZSJ Spartak Motorlet Praha  | 12     | 2     | 2      | 8       | 38:70 | 6    |
| 7.   | ZSJ ČSSZ Prostějov          | 12     | 1     | 1      | 10      | 35:79 | 3    |

### Skupina C
| Poř. | Tým                       | Zápasy | Výhry | Remízy | Porážky | Skóre  | Body |
| ---- | ------------------------- | ------ | ----- | ------ | ------- | ------ | ---- |
| 1.   | TJ Baník VŽKG             | 12     | 11    | 1      | 0       | 101:21 | 23   |
| 2.   | TJ Baník OKD Ostrava      | 12     | 10    | 0      | 2       | 90:59  | 20   |
| 3.   | Křídla vlasti Olomouc     | 12     | 6     | 2      | 4       | 92:48  | 14   |
| 4.   | ZSJ Tatranské píly Poprad | 12     | 6     | 0      | 6       | 74:67  | 12   |
| 5.   | ZSJ NV Bratislava         | 12     | 5     | 1      | 6       | 76:51  | 11   |
| 6.   | ZSJ KP Opava              | 12     | 2     | 0      | 10      | 35:109 | 4    |
| 7.   | Iskra Slovena Žilina      | 12     | 0     | 0      | 12      | 11:124 | 0    |

## Skupina o 7. - 12. místo
| Poř. | Tým                        | Zápasy | Výhry | Remízy | Porážky | Skóre | Body |
| ---- | -------------------------- | ------ | ----- | ------ | ------- | ----- | ---- |
| 7.   | ZJS Zbrojovka Spartak Brno | 5      | 4     | 1      | 0       | 28:11 | 9    |
| 8.   | TJ Dynamo Karlovy Vary     | 5      | 2     | 2      | 1       | 31:15 | 6    |
| 9.   | Křídla vlasti Olomouc      | 5      | 3     | 0      | 2       | 26:19 | 6    |
| 10.  | ATK Praha                  | 5      | 2     | 1      | 2       | 22:18 | 5    |
| 11.  | ZSJ Slavia Pardubice       | 5      | 2     | 0      | 3       | 18:22 | 4    |
| 12.  | ZSJ Tatranské píly Poprad  | 5      | 0     | 0      | 5       | 11:51 | 0    |

## Finálová skupina
| Poř. | Tým                         | Zápasy | Výhry | Remízy | Porážky | Skóre | Body |
| ---- | --------------------------- | ------ | ----- | ------ | ------- | ----- | ---- |
| 1.   | TJ Spartak Praha Sokolovo   | 5      | 4     | 1      | 0       | 25:16 | 9    |
| 2.   | TJ Baník VŽKG               | 5      | 3     | 0      | 2       | 27:17 | 6    |
| 3.   | DSO Slavoj České Budějovice | 5      | 2     | 2      | 1       | 26:21 | 6    |
| 4.   | TJ Baník Chomutov ZJF       | 5      | 2     | 0      | 3       | 21:23 | 4    |
| 5.   | TJ Baník OKD Ostrava        | 5      | 1     | 2      | 2       | 23:33 | 4    |
| 6.   | TJ Spartak Královo Pole     | 5      | 0     | 1      | 4       | 21:33 | 1    |

## Nejlepší střelci
- Miroslav Kluc (TJ Baník Chomutov ZJF) - 33 gólů
- Vladimír Zábrodský (TJ Spartak Praha Sokolovo) - 32 gólů
- Josef Hrubeš (ZSJ Tatranské píly Poprad) - 30 gólů
- Václav Šinágl (TJ Dynamo Karlovy Vary) - 29 gólů

## Zajímavosti
- Rekordní počet účastníků v historii ligy, který již nebyl nikdy zopakován.
- Finálová skupina a skupina o 7. - 12. místo se hrály turnajovým způsobem. Finálová skupina se hrála v Brně a v Ostravě, skupina o 7. - 12. místo se hrála v Karlových Varech a v Praze.
- Mužstvo ATK Praha se poprvé pokoušelo hrát na tři útočné řady.
- V lize se objevilo druhé armádní mužstvo Křídla vlasti hrající v Olomouci.
- Protože příští ročník ligy mělo hrát pouze 18 účastníků, bylo nutné, aby nakonec sestoupilo 5 mužstev. Sestupovala mužstva s nejhorší bilancí na 6. a 7. místech ve skupinách: ZSJ TOS Holoubkov (jediná účast v historii ligy), ZSJ SONP Kladno, ZSJ ČSSZ Prostějov, ZSJ KP Opava a Iskra Slovena Žilina.
- Mužstvo Iskra Slovena Žilina nezískalo ve 12 odehraných utkáních ani jeden bod a nastřílelo pouze 11 gólů a obdrželo 124 branek.